# Marit Røsberg Jacobsen
Marit Røsberg Jacobsen (født 25. februar 1994 i Narvik, Norge) er en kvindelig norsk håndboldspiller, som spiller for Team Esbjerg og Norges kvindehåndboldlandshold.
Hun fik debut på det norske A-landshold d. 1. juni 2016.

## Karriere
Røsberg Jacobsen startede hendes håndboldkarriere i klubberne Ankenes HK, Charlottenlund SK og Selbu IL. Fra 2014 spillede hun for den norske ligaklub Byåsen HE. Trods stor succes i klubben og deltagelse i EHF Cup'en, skiftede hun i sommeren 2018, til den danske topklub Team Esbjerg.
Siden da har hun været med til at vinde det danske mesterskab i 2019 og 2020 og sølv i EHF Cup sæsonen 2018-19.
Den 1. juni 2016 fik hun sin debut for det norske A-landshold. Jacobsen vandt med Norge, sølv ved VM i Tyskland 2017, som var hendes debutslutrunde. Hun deltog ligedes året efter ved EM i Frankrig og vandt hendes første guldmedalje med landsholdet ved EM i Danmark 2020. I turneringen scorede i alt ni mål. Hun var således også med til at vinde OL-bronze i håndbold for Norge, ved Sommer-OL 2020 i Tokyo, efter sejr over Sverige, med cifrene 36-19.
Hun var også med til at blive verdensmester med Norge ved VM i kvindehåndbold 2021 i Spanien, efter finalesejr over Frankrig, med cifrene 29-22.

## Meritter
- Danske mestre:
  - Guld: 2019, 2020
- DHF's Landspokalturnering:
  - Vinder: 2021
  - Bronze: 2018
- EHF Cup:
  - Finalist: 2019